# Štivor
Štivor su naseljeno mjesto u sastavu općine Prnjavor, Republika Srpska, BiH.
U selo se krajem 19. stoljeća doselila veća skupina katolika iz talijanske pokrajine Trentino. Godine 1900. bilo je 226 katolika, a 1991. 496 katolika.
U mjestu se nalazi katolička crkva sv. Ivana Krstitelja. Na katoličkom groblju nalazi se kapela sv. Ivana Pavla II.

### Mrežna sjedišta
- Nadbiskup Bressan i biskup Komarica pohodili Štivor. Informativna katolička agencija. Pristupljeno 7. studenoga 2024.